# Les Aspres
Ne doit pas être confondu avec Aspres (région naturelle), Aspres-sur-Buëch ou Aspres-lès-Corps.
Les Aspres est une commune française, située dans le département de l'Orne en région Normandie.

## Géographie

### Localisation
La commune est aux confins du Perche et du pays d'Ouche. Son bourg est à 9 km au sud de L'Aigle, à 12 km au nord-ouest de Moulins-la-Marche et à 15 km au nord de Tourouvre.
La commune se trouve dans l'aire d'attraction de L'Aigle, ainsi que dans la zone d'emploi et dans le bassin de vie de cette ville.

### Communes limitrophes
Les communes limitrophes sont  Auguaise, Bonnefoi, Crulai, Irai, La Chapelle-Viel, La Ferrière-au-Doyen, Les Genettes, Soligny-la-Trappe, Tourouvre au Perche et Écorcei.
| Écorcei, Auguaise, La Ferrière-au-Doyen | La Chapelle-Viel               | Crulai          |
| Bonnefoi, Les Genettes                  | des Aspres                     | Crulai          |
| Les Genettes                            | Soligny-la-Trappe, Bresolettes | Irai, Randonnai |

### Géologie et relief
La superficie de la commune est de 23,21 km2 ; son altitude varie de 209  à   280 mètres.
Le territoire des Aspres est le plus étendu de l'ancien canton de Moulins-la-Marche.

### Hydrographie
La commune est située dans le bassin Seine-Normandie. Elle est drainée par l'Iton, le cours d'eau 01 de la Noë, le cours d'eau 01 du Moulin de la Barre, le fossé 01 de la commune des Aspres, le fossé 01 de la Grande Cour, le Vivier Tranchant, l'Iton et  et un autre petit cours d'eau,.
L'Iton, d'une longueur de 132 km, prend sa source dans la commune de Mahéru et se jette  dans l'Eure à Acquigny, après avoir traversé 39 communes. 
Trois plans d'eau complètent le réseau hydrographique : le plan d'eau des Bourdinnières (0,59 ha), l'étang de Beauroger (2,54 ha) et l'étang du Val (1,1 ha),.

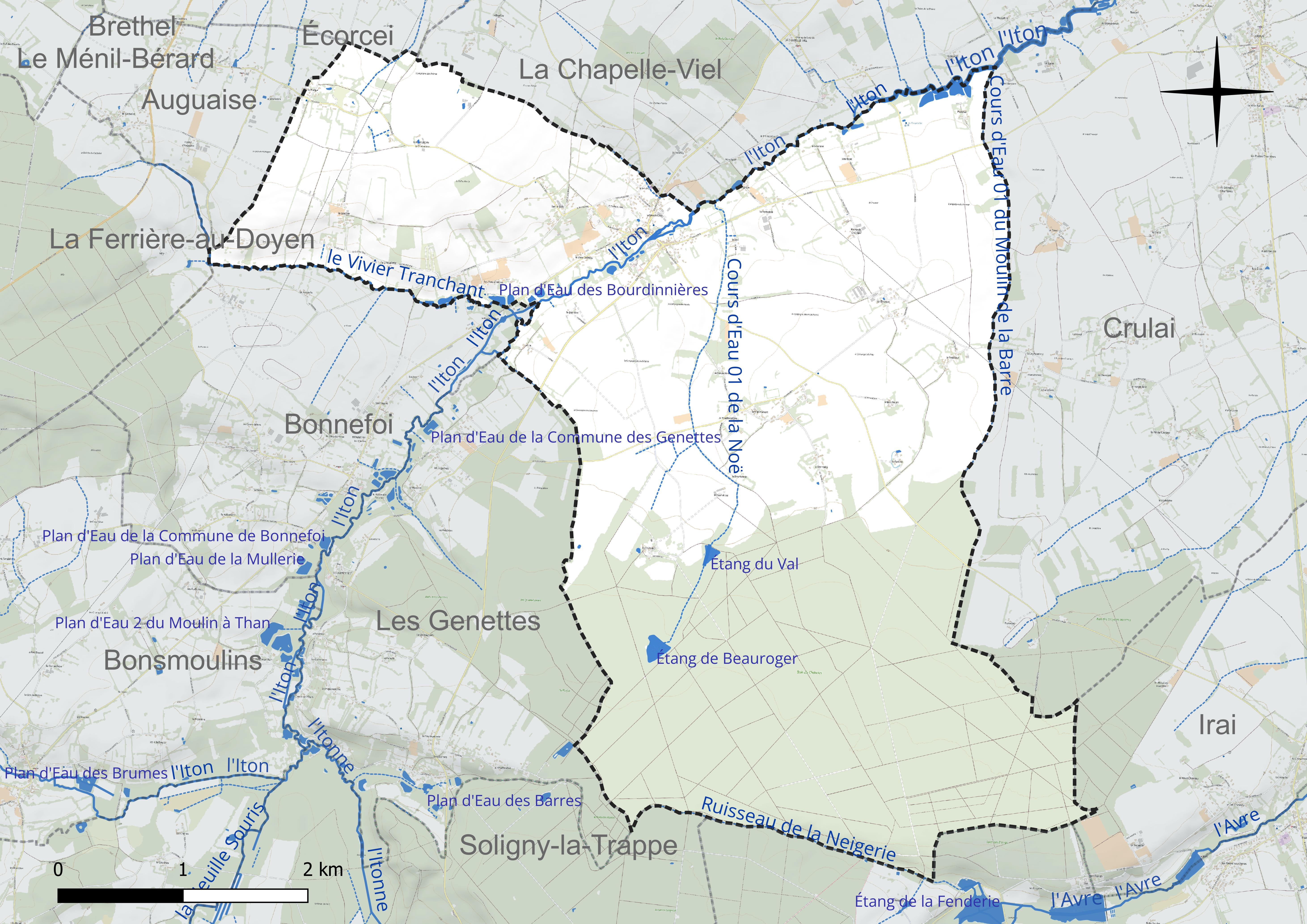
Réseau hydrographique des Aspres.

### Climat
Pour des articles plus généraux, voir Climat de la Normandie et Climat de l'Orne.
En 2010, le climat de la commune est de type climat océanique dégradé des plaines du Centre et du Nord, selon une étude du CNRS s'appuyant sur une série de données couvrant la période 1971-2000. En 2020, Météo-France publie une typologie des climats de la France métropolitaine dans laquelle la commune est exposée à un climat océanique altéré et est dans la région climatique Normandie (Cotentin, Orne), caractérisée par une pluviométrie relativement élevée (850 mm/a) et un été frais (15,5 °C) et venté. Parallèlement le GIEC normand, un groupe régional d’experts sur le climat, différencie quant à lui, dans une étude de 2020, trois grands types de climats pour la région Normandie, nuancés à une échelle plus fine par les facteurs géographiques locaux. La commune est, selon ce zonage, exposée à un « climat contrasté des collines », correspondant au Pays d'Ouche et au Perche et bénéficiant d’un caractère continental affirmé avec des précipitations atténuées et des amplitudes thermiques fortes.
Pour la période 1971-2000, la température annuelle moyenne est de 9,5 °C, avec une amplitude thermique annuelle de 14,4 °C. Le cumul annuel moyen de précipitations est de 785 mm, avec 12,6 jours de précipitations en janvier et 8,2 jours en juillet. Pour la période 1991-2020, la température moyenne annuelle observée sur la station météorologique la plus proche, située sur la commune de L'Aigle à 9 km à vol d'oiseau, est de 10,6 °C et le cumul annuel moyen de précipitations est de 729,7 mm,. Pour l'avenir, les paramètres climatiques de la commune estimés pour 2050 selon différents scénarios d’émission de gaz à effet de serre sont consultables sur un site dédié publié par Météo-France en novembre 2022.

## Urbanisme

### Typologie
Au 1er janvier 2024, Les Aspres est catégorisée commune rurale à habitat dispersé, selon la nouvelle grille communale de densité à sept niveaux définie par l'Insee en 2022.
Elle est située hors unité urbaine. Par ailleurs la commune fait partie de l'aire d'attraction de L'Aigle, dont elle est une commune de la couronne,. Cette aire, qui regroupe 32 communes, est catégorisée dans les aires de moins de 50 000 habitants,.

### Occupation des sols

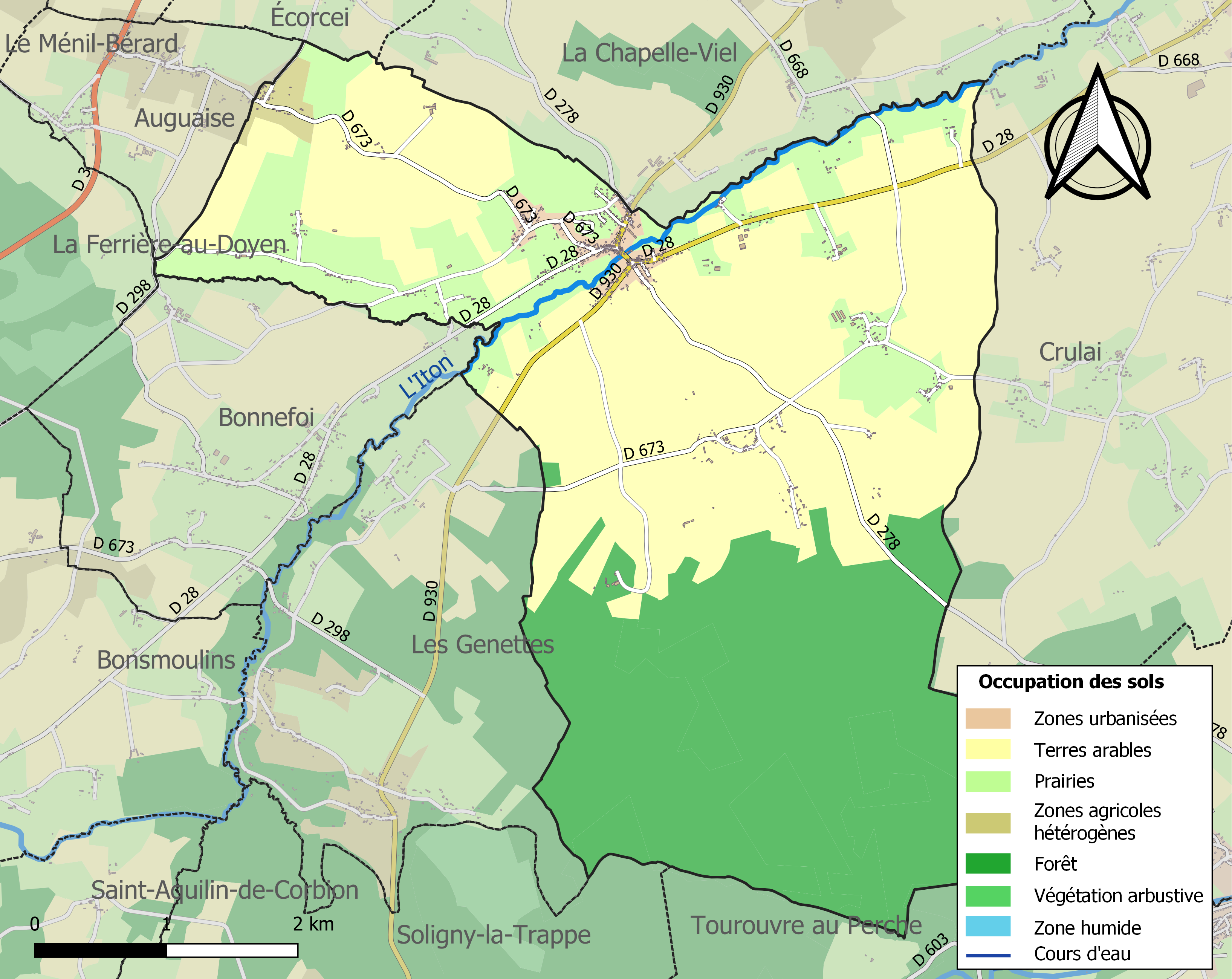
Carte des infrastructures et de l'occupation des sols de la commune en 2018 (CLC).

L'occupation des sols de la commune, telle qu'elle ressort de la base de données européenne d’occupation biophysique des sols Corine Land Cover (CLC), est marquée par l'importance des territoires agricoles (61,4 % en 2018), une proportion identique à celle de 1990 (61,4 %).
La répartition détaillée en 2018 est la suivante : terres arables (44,7 %), forêts (37,1 %), prairies (15,9 %), zones urbanisées (1,4 %), zones agricoles hétérogènes (0,8 %).
L'évolution de l’occupation des sols de la commune et de ses infrastructures peut être observée sur les différentes représentations cartographiques du territoire : la carte de Cassini (XVIIIe siècle), la carte d'état-major (1820-1866) et les cartes ou photos aériennes de l'IGN pour la période actuelle (1950 à aujourd'hui).

### Habitat et logement
En 2021, le nombre total de logements dans la commune était de 399, alors qu'il était de 416 en 2016 et de 404 en 2011.
Parmi ces logements, 75,1 % étaient des résidences principales, 13,8 % des résidences secondaires et 11,1 % des logements vacants. Ces logements étaient pour 93,9 % d'entre eux des maisons individuelles et pour 5,8 % des appartements.
Le tableau ci-dessous présente la typologie des logements aux Les Aspres en 2021 en comparaison avec celle de l'Orne et de la France entière. Une caractéristique marquante du parc de logements est ainsi une proportion de résidences secondaires et logements occasionnels (13,8 %) supérieure à celle du département (10,6 %) et à celle de la France entière (9,7 %).
| Typologie                                               | Les Aspres | Orne | France entière |
| ------------------------------------------------------- | ---------- | ---- | -------------- |
| Résidences principales (en %)                           | 75,1       | 78,5 | 82,2           |
| Résidences secondaires et logements occasionnels (en %) | 13,8       | 10,6 | 9,7            |
| Logements vacants (en %)                                | 11,1       | 10,8 | 8,1            |

## Toponymie

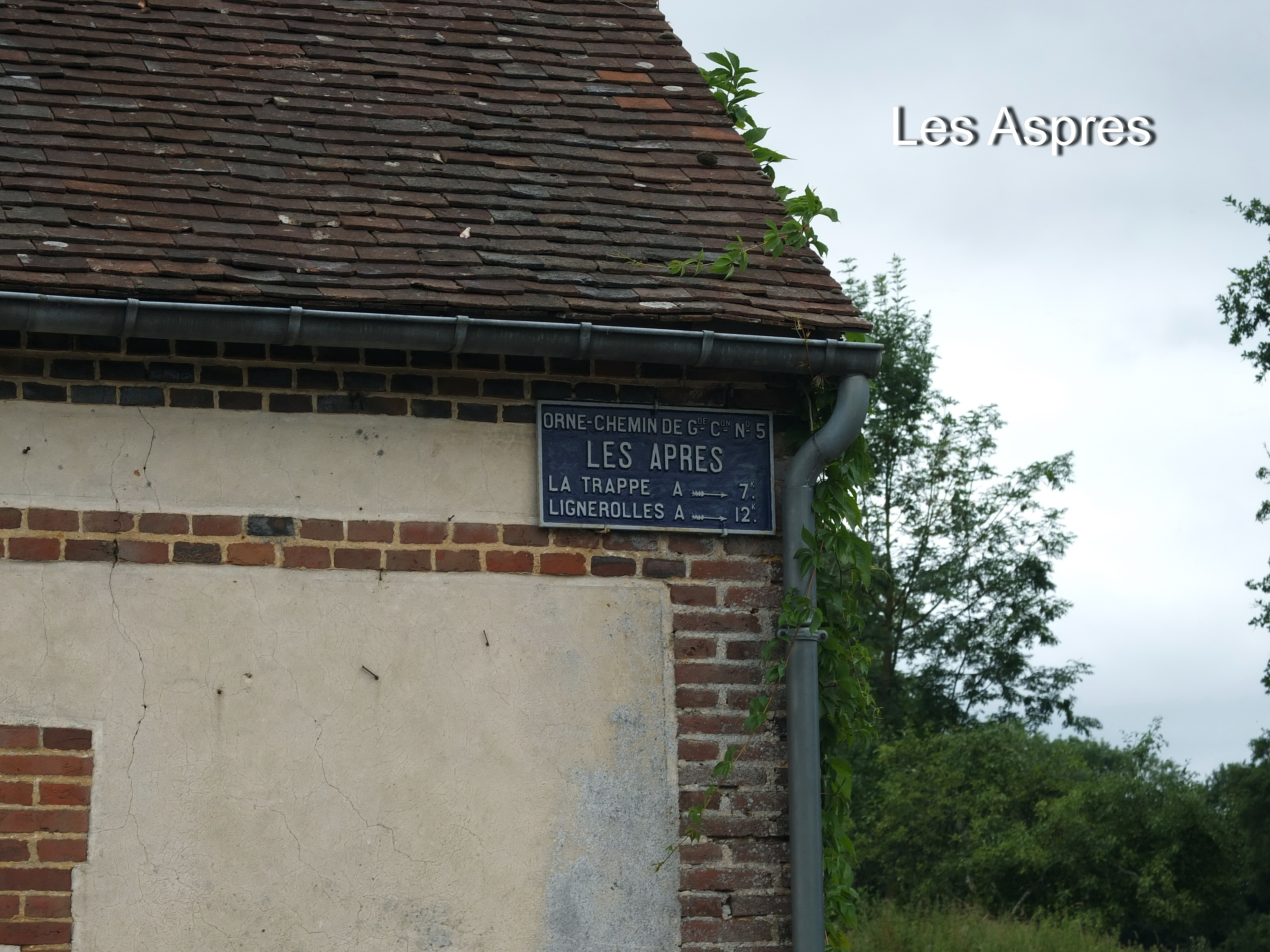
plaque de cocher.

Les deux paroisses, Notre-Dame-d'Aspres et Saint-Martin-d'Aspres étaient  sous l'invocation de Notre Dame et de Martin de Tours.
Pour le village de Notre-Dame, la forme de Aspris est attestée en 1062. Issu du latin asper (rugueux), Aspres évoquerait une terre parsemée de pierres.

## Histoire
Le 1er octobre 1959, Saint-Martin-d'Aspres (392 habitants en 1954) et Notre-Dame-d'Aspres (298 habitants) se sont réunis,  la commune prend alors le nom de « Les Aspres »,. Un odonyme local (« Rue du 1er-Octobre-1959 ») rappelle cet événement.

## Politique et administration

### Rattachements administratifs et électoraux

#### Rattachements administratifs
La commune se trouve depuis 1942 dans l'arrondissement de Mortagne-au-Perche du département de l'Orne.
Elle faisait partie depuis 1793 du canton de Moulins-la-Marche. Dans le cadre du redécoupage cantonal de 2014 en France, cette circonscription administrative territoriale a disparu, et le canton n'est plus qu'une circonscription électorale.

#### Rattachements électoraux
Pour les élections départementales, la commune fait partie depuis 2014 du canton de Tourouvre au Perche.
Pour l'élection des députés, elle fait partie de la deuxième circonscription de l'Orne.

### Intercommunalité
Jusqu'au 31 décembre 2012, la commune n'appartenait à aucun établissement public de coopération intercommunale (EPCI) à fiscalité propre.
Depuis le 1er janvier 2013, la commune a intégré la communauté de communes des Pays de L'Aigle.

### Administration municipale
Compte tenu de la population de la commune, son conseil municipal est composé de quinze membres,  dont le maire et ses adjoints.

### Liste des maires
| Période                                  | Période                       | Identité        | Étiquette | Qualité                  |
| ---------------------------------------- | ----------------------------- | --------------- | --------- | ------------------------ |
| Les données manquantes sont à compléter. |                               |                 |           |                          |
| juin 1995                                | mars 2008                     | Daniel Guitton  |           |                          |
| mars 2008                                | mai 2020                      | Gérard Lubin    | SE        | Professeur des écoles    |
| mai 2020,                                | En cours (au 22 janvier 2024) | Delphine Prieur | SE        | Tapissière d’ameublement |

## Équipements et services publics
La commune dispose d'un foyer rural.

### Enseignement
Les enfants de la commune sont scolarisés avec ceux de Crulai, Écorcei et de Vitrai-sous-Laigle dans le cadre d'un (RPI.

### Santé
La pharmacie des Aspres a fermé fin mars 2024

## Population et société

### Démographie
L'évolution du nombre d'habitants est connue à travers les recensements de la population effectués dans la commune depuis 1793. Pour les communes de moins de 10 000 habitants, une enquête de recensement portant sur toute la population est réalisée tous les cinq ans, les populations de référence des années intermédiaires étant quant à elles estimées par interpolation ou extrapolation. Pour la commune, le premier recensement exhaustif entrant dans le cadre du nouveau dispositif a été réalisé en 2007.

En 2022, la commune comptait 620 habitants, en évolution de −5,34 % par rapport à 2016 (Orne : −3,21 %, France hors Mayotte : +2,11 %).
| 1793 | 1800 | 1806 | 1821 | 1836 | 1841 | 1846 | 1851 | 1856 |
| ---- | ---- | ---- | ---- | ---- | ---- | ---- | ---- | ---- |
| 482  | 494  | 613  | 584  | 514  | 508  | 506  | 479  | 493  |

| 1861 | 1866 | 1872 | 1876 | 1881 | 1886 | 1891 | 1896 | 1901 |
| ---- | ---- | ---- | ---- | ---- | ---- | ---- | ---- | ---- |
| 486  | 472  | 444  | 477  | 416  | 390  | 363  | 360  | 330  |

| 1906 | 1911 | 1921 | 1926 | 1931 | 1936 | 1946 | 1954 | 1962 |
| ---- | ---- | ---- | ---- | ---- | ---- | ---- | ---- | ---- |
| 306  | 331  | 267  | 284  | 330  | 312  | 327  | 392  | 628  |

| 1968 | 1975 | 1982 | 1990 | 1999 | 2006 | 2007 | 2012 | 2017 |
| ---- | ---- | ---- | ---- | ---- | ---- | ---- | ---- | ---- |
| 536  | 546  | 581  | 574  | 633  | 671  | 676  | 700  | 631  |

| 2022 | - | - | - | - | - | - | - | - |
| ---- | - | - | - | - | - | - | - | - |
| 620  | - | - | - | - | - | - | - | - |

| 1793 | 1800 | 1806 | 1821 | 1831 | 1836 | 1841 | 1846 | 1851 |
| ---- | ---- | ---- | ---- | ---- | ---- | ---- | ---- | ---- |
| 555  | 518  | 631  | 570  | abs. | 523  | 512  | 520  | 503  |

| 1856 | 1861 | 1866 | 1872 | 1876 | 1881 | 1886 | 1891 | 1896 |
| ---- | ---- | ---- | ---- | ---- | ---- | ---- | ---- | ---- |
| 483  | 478  | 462  | 472  | 419  | 428  | 420  | 414  | 402  |

| 1901 | 1906 | 1911 | 1921 | 1926 | 1931 | 1936 | 1946 | 1954 |
| ---- | ---- | ---- | ---- | ---- | ---- | ---- | ---- | ---- |
| 375  | 327  | 334  | 301  | 302  | 329  | 303  | 347  | 298  |

### Sports et loisirs
L'Association Soligny-Aspres-Moulins football fait évoluer deux équipes de football en divisions de district.
La Rando Jean-Gabin est organisée depuis 2015

## Culture locale et patrimoine

### Lieux et monuments
- Église Notre-Dame-de-l'Assomption.

Tour-clocher massive épaulée de contreforts d'angle avec tourelle d'escalier placée dans un angle au nord. Elle est  coiffée d’un toit pavillon couvert d'ardoise. Portail surmonté d'une baie gothique à deux lancettes. À l'ouest, accolée à la tour-clocher, une construction avec un chevet à trois pans. Elle est bordée par un mail. Façade nord : accolée dans un angle de la tour-clocher la tourelle d'escalier. Façade sud-est : chevet plat et sacristie accolée. Près du chevet, on trouve un gadage fleuri en granit (pressoir ou broyeur à pommes). Les deux anciennes paroisses se font face de chaque côté de la rivière l'Iton : Notre-Dame d'Aspres sur la rive droite et Saint-Martin d'Aspres côté gauche. L'église Notre-Dame-de-l'Assomption devient l'église paroissiale.
- L'ancienne église Saint-Martin est désaffectée et réhabilitée en mairie.

### Personnalités liées à la commune
En 1952, Jean Gabin réalise un de ses rêves en achetant la Pichonnière, une ferme alors délabrée située sur la commune de Bonnefoi, voisine des Aspres.
Progressivement, il agrandit son domaine, dont il restaure ou rebâtit les bâtiments. En 1956 et 1957, Jean Gabin, de son vrai nom Jean Moncorgé, fait construire, à proximité, sur la commune des Aspres, une demeure à laquelle il donne le nom de La Moncorgerie.
Jean Gabin achète trois autres fermes dans la proche région. Il se lance dans l'élevage des bovins, puis, en parallèle, dans celui des chevaux, qui l'amène à constituer une écurie de chevaux de course.
A la fin des années 1950, il crée, à Moulins la Marche, un hippodrome qui est toujours en activité et porte aujourd'hui son nom.
Le 28 juillet 1962, son domicile est envahi par 700 agriculteurs mécontents qu'il puisse acheter autant de terres et désireux d'attirer l'attention des médias sur leurs revendications, Jean Gabin en restera profondément meurtri.
Jean Gabin , décédé le 15 novembre 1976, et sa famille, résident sur le domaine jusqu'à la vente de celui-ci, en 1979. Une rue des Aspres porte son nom.

### Héraldique
| Blason de Aspres (les) | Blason  | D'azur au chêne senestré d'un sanglier, le tout terrassé au naturel, accompagnés en chef senestre de l'inscription « ASPERIS » de sable ; au comble du champ chargé de l'inscription « Les Aspres » de sable. |
| Blason de Aspres (les) | Détails | Le statut officiel du blason reste à déterminer. |